# Prieuré de Sainte-Gemme
Le prieuré de Sainte-Gemme est un monastère de style roman saintongeais situé à Sainte-Gemme en Saintonge, dans le département français de la Charente-Maritime en région Nouvelle-Aquitaine.

## Historique

### Développement du prieuré et apogée
Le site de Sainte-Gemme semble occupé depuis le Néolithique.
Construit au cœur de la forêt du Baconnais, le monastère semble exister depuis le milieu du XIe siècle. Le lieu semblait déjà avoir été mis sous le vocable de sainte Gemme.
En 1074, il est confié aux bénédictins de la Chaise-Dieu par Guillaume VIII, comte de Poitiers et duc d'Aquitaine. Trois moines y sont envoyés de l'abbaye de La Chaise-Dieu : Artaud, prieur ; Théodard, précepteur et maître ; et Robert, reclus. Le monastère bénéficie alors d'une petite chapelle pré-casadéenne. Le prieuré est reconstruit à la fin du XIe siècle, époque à laquelle remonte l'église, qui connaît également des travaux au XIIe siècle, époque de l'épanouissement de l'art roman.
Les successeurs de Guillaume VIII confirment les possessions du prieuré et font de nouvelles donations jusqu'à la fin du XIIe siècle. Guillaume X y rédige une charte. Le prieuré devient riche grâce aux donations et aux acquisitions des marais salants du pays de Marennes.
Au XIIIe siècle, le prieuré de Sainte-Gemme compte une vingtaine de moines.
Au XIVe siècle, le supérieur de Sainte-Gemme présente des caractéristiques de puissance. En effet, il est l'un des notables de la congrégation qui participe au grand chapitre annuel de la Chaise-Dieu. Il est aussi seigneur du lieu, ayant droit de justice. Il a autorité sur un sous-prieur, un sacristain, dix-huit cloîtriers et probablement des frères convers. Ses pouvoirs et ses avantages sont grands : il reçoit les moines à la profession monastique, il a le droit au bâton pastoral et un appartement lui est réservé.
Le prieuré est victime de la guerre de Cent-ans, et perd des revenus. Cependant, il se transforme : les bâtiments claustraux sont remaniés et les galeries du cloître surélevées.
En 1483, Jacques de Saint-Nectaire devient supérieur de Sainte-Gemme. Élu abbé de la Chaise-Dieu en 1491, il visite l'année suivante le prieuré et décide de réformes qui rencontrent l'opposition des moines. Cependant, ceux-ci renonceront par crainte d'une condamnation.

### Un prieuré victime des conflits de religions
En 1568, la Saintonge est au cœur d'un conflit entre les partisans de l'Église réformée et ceux de l'Église catholique. Les huguenots s'emparent du prieuré. Le prieur se réfugie à Bordeaux. Le prieuré n'en sort pas indemne : les voûtes de l'église sont percées, le cœur, le transept et le clocher probablement abattus.
Au XVIIe siècle, les moines revenus décident de créer un mur au niveau de l'arc entre la nef et la croisée du transept. La vie monacale reprend timidement : les prieurs n'habitent plus le monastère et la vie des religieux y devient difficile.
En 1714, dom Jacques Boyer, érudit voyageur de la congrégation de Saint-Maur, décrit des lieux délabrés. "Les ruines tirent les larmes des yeux. Le cloître subsiste encore. Il y a une chapelle souterraine bien voûtée, où il y a un autel, et autour de la chapelle cinq ou six beaux sépulcres remplis d'ossements".
En 1731, le prieur persuade les deux derniers moines de quitter le prieuré.
En 1735, dom Armand Valet, religieux mauriste de Saint-Jean d'Angély, est missionné par le prieur de la Chaise-Dieu d'inspecter les ruines de Sainte-Gemme. Le cloître « dont un côté a été découvert depuis peu et les autres en assez bon état », la salle du chapitre « dont le pavé a été ôté » avec en-dessous « les greniers, dont les portes se sont trouvées fermes (sic) et dans le bout du dit cloître y est trouvé un mozolée». Il entre par « une petite porte » qui le « conduit à la croisée de ladite église », où il constate « un grand autel qui subsiste encore, sans que au dessous il n'y ait aucune couverture ». Après avoir effectué « le contour de l'église par le dehors », il constate le délabrement de l'église « soutenue par d'espais piliers butant […] et que de tout part il y est accru dans les murailles quantité d'arbrisseaux, lières et ronces ».

### La Révolution: vente et changement de fonctions
Dans le cadre de la réquisitions des biens du clergé comme biens nationaux, le prieuré - ses bâtiments et ses terres - sont vendus à Saintes le 20 décembre 1791. François Yvonet, dernier syndic de la paroisse ; Garnier, premier maire de la commune ; Jean Choime, fermier du dernier prieur ; en sont acquéreurs.
Les anciens bâtiments claustraux sont adaptés à leur nouvelle fonction d'habitat et de lieu de travail. Les galeries du cloître restantes disparaissent, de nouvelles fenêtres et portes sont creusées, les niveaux modifiés. Ainsi, en 1815, le bâtiment adjacent à l'église est alors "composée d'une cave et chambre au dessus, un emplacement de corridor à côté ensemble, la cour au derrière où étaient les anciens cloîtres et tous les anciens bâtiments qui existent dans la dite cour et le four qui vient d'y être édifié".

### Transformations et restaurations à l'époque contemporaine
Au début du XIXe siècle, l'église inquiète. Amputée du transept et du chœur depuis les guerres de Religion, ses voûtes sont percées et elle est seulement fermée par des planches. On craint alors son effondrement. Trois grands contreforts sont établis sur la façade occidentale. Un petit clocher remplace l'ancien clocher de la croisée du transept. Un escalier perpendiculaire à la façade permet d'accéder à la première travée nord du prieuré.
Le XIXe siècle est consacré à la réparation de l'église. Les contreforts septentrionaux sont consolidés, et d'autres sont rajoutés pour soutenir la façade méridionale. En 1844 et en 1866, les voûtes de la nef et des collatéraux sont en grande partie reconstruites. La façade occidentale est quasi-intégralement restaurée entre 1869 et 1870. Cependant, les nouvelles sculptures effectuées ne suivent pas les modèles médiévaux. Un fronton triangulaire avec clocher est créé et une cloche en fonte de 500 kg remplace l'ancienne de 200 kg environ.
Au début du XXe siècle, les baies romanes de la façade occidentales sont rouvertes. La tribune est restaurée et une balustrade néogothique rajoutée.
Les bâtiments avoisinant l'église sont plusieurs fois vendus et transformés. Ainsi, en 1887 l'habitation est convertie en café et salle de bal, puis en épicerie et musée. Après la Seconde Guerre mondiale, les vieux murs des bâtiments sont modifiés : la façade du XIIe siècle est alors percée de larges baies, en dépit des protestations de l'architecte des Monuments historiques.
L'église fait l'objet d'un classement au titre des monuments historiques depuis la liste des monuments historiques protégés en 1862, tandis que le prieuré lui-même fait l'objet d'une inscription depuis le 25 novembre 2004 et d'un classement depuis le 6 juillet 2005.

## Architecture

### L'église prieurale
L'église a été édifiée à l'époque romane selon un plan classique de croix latine. Elle faisait alors 55 m de longueur. Aujourd'hui, seuls subsistent la nef (trois travées, et bordée de collatéraux), ainsi qu'un narthex (ou avant-nef) dont la présence est inhabituelle en Saintonge.
À partir de 1079 et pendant la première moitié du XIIe siècle, l'église pré-casadéenne est adaptée à l'utilisation par les moines. Ainsi, un transept est édifié avec un clocher au-dessus de la croisée, et un escalier en colimaçon. Aujourd'hui, seul le mur occidental est visible. L'arc surmonté d'un baie, qui sépare la croisée de la nef est légèrement brisé. Des départs de maçonnerie de ce qui pourrait avoir été une coupole sont aussi visibles. L'escalier du clocher, datant du début du XIIe siècle fut édifié en même temps que le mur occidental du transept. Il présente une structure archaïque, antérieure à l'utilisation de grandes pièces monolithes.

La nef a été construite après le transept, le mur y est rythmé par quatre dosserets, dont seul le narthex a gardé sa colonne. Pendant la seconde moitié du XIIe siècle, le plan initial portant sur cinq travées a été abandonné. L'espace est partagé en deux une triple nef de trois travées et un narthex surmonté d'une tribune. Les collatéraux, voûtés en plein cintre, sont séparés du vaisseau central. Pendant la seconde moitié du XIIe siècle, la nef et la façade occidentale sont achevées grâce aux revenus des moines. Le monastère a désormais la capacité d'accueillir une vingtaine de moines.

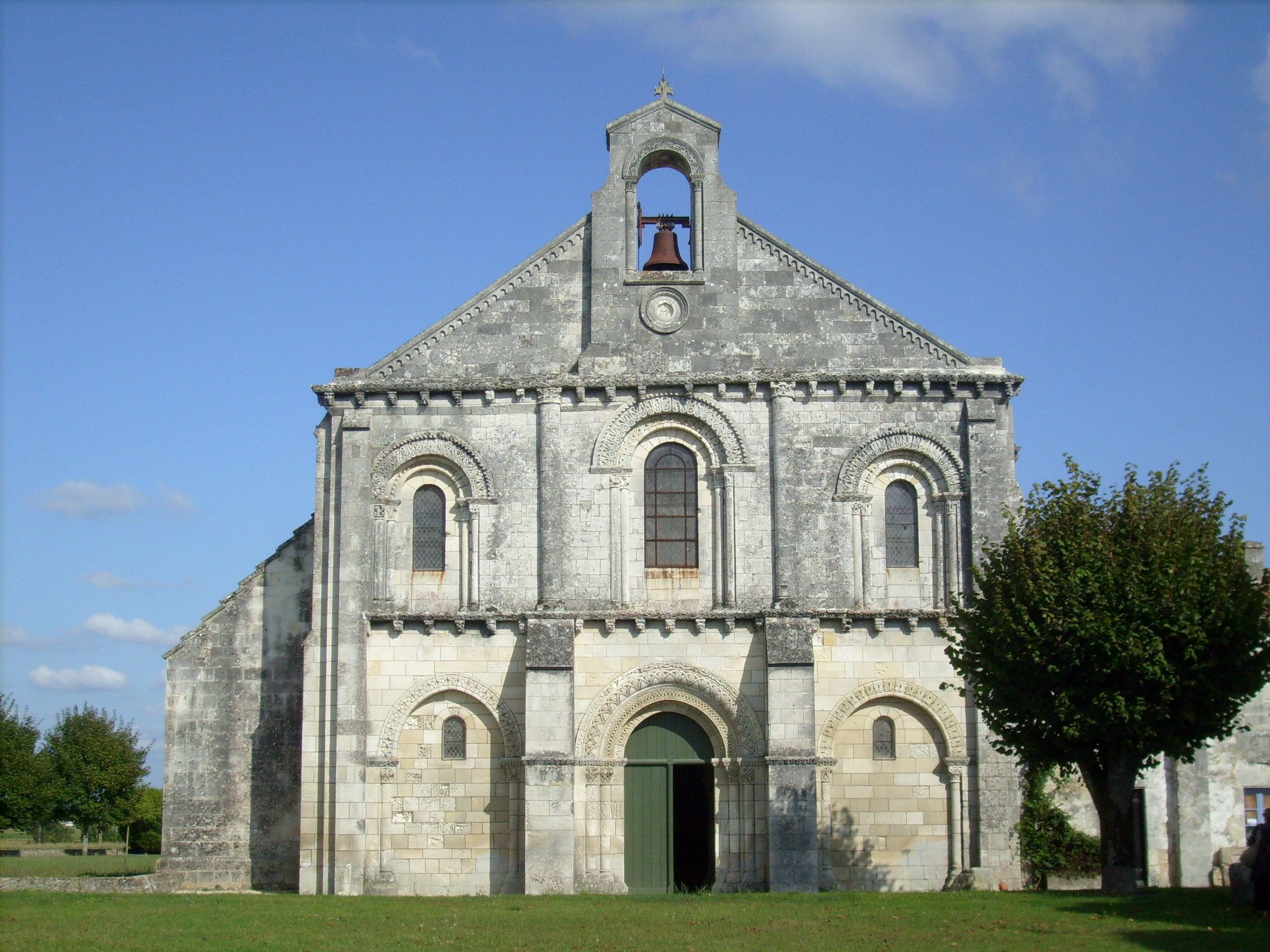
Façade de l'église priorale de Sainte-Gemme.

L'église pré-casadéenne présentait un chœur, remplacé par celui de l'église romane édifiée pendant la seconde moitié du XIIe siècle. Ce dernier avait des proportions importantes (long de 18,50 m et large de 10 m) que l'on peut retrouver à travers les exemples de Geay, Rétaud ou Rioux, eux-mêmes influencés par le prieuré clunisien de Saint-Eutrope de Saintes.
Une crypte édifiée au nord de l'édifice pendant la seconde moitié du XIIe siècle, avait semble-t-il une fonction funéraire. Selon un témoignage de 1714, un autel s'y trouvait. Effondrée et comblée à une époque indéterminée, elle fut remise au jour en 1926, et les observations réalisées dans les années 1930 ont permis de compléter la description du XVIIIe siècle : il s'agissait d'une salle carrée, semi-enterrée, d'environ 5,33 m de côté, couverte d'une croisée d'ogives de section rectangulaire, rappelant les nervures de l'avant nef. Un escalier droit permettait l'accès dans la crypte depuis le transept nord. Elle présentait des loculi, et des sarcophages monolithes.
Au XIIIe siècle, un jubé en pierre de taille est construit.
Au XIVe siècle - période d'épanouissement de l'art gothique - l'abside romane est remplacée par un chevet plat.
Les voûtes de la nef restante ont été consolidées ou reconstruites au XIXe siècle, hormis les voûtes des bas-côtés de la tribune occidentale.
En 1840, la façade occidentale présente trois grands contreforts qui la soutiennent, c'est pourquoi 80% des parements et des sculptures seront remplacés. Un pignon avec clocher, construit à cette occasion couronne l'ensemble. La plupart des modillons médiévaux de la façade occidentale sont illisibles ou ont disparu. Ils ont laissé place à ceux sculptés à l'époque de la restauration, comme la plupart des décors du portail et des arcatures, ainsi que des fenêtres du deuxième niveau.

### Les bâtiments claustraux

#### Le cloître
Le cloître médiéval était de dimensions de 15,5 m sur 19 m. Malgré la disparition de ses galeries, il est aujourd'hui l'un des mieux conservés en Saintonge. On pouvait s'asseoir sur une banquette en pierre de taille qui ceinturait les murs et servait de piédestal aux colonnes soutenant les voûtes des galeries.
Le cloître roman était caractérisé par une unité de construction des galeries du cloître, et semble avoir été édifié au début du XIIe siècle.

#### Le bâtiment oriental
Ce bâtiment disparu était accolé au transept sud de l'église, et abritait notamment la salle capitulaire (ou chapitre). Elle avait initialement un plafond en bois, au-dessus duquel se trouvait le dortoir des moines de chœur, conformément aux coutumes bénédictines. Vers le milieu du XIIIe siècle, la salle capitulaire est agrandie en raison du nombre de moines et voûtée. Elle est abaissée d'environ 0,75 m et des marches ont été aménagées pour accéder au cloître.

#### Le bâtiment occidental

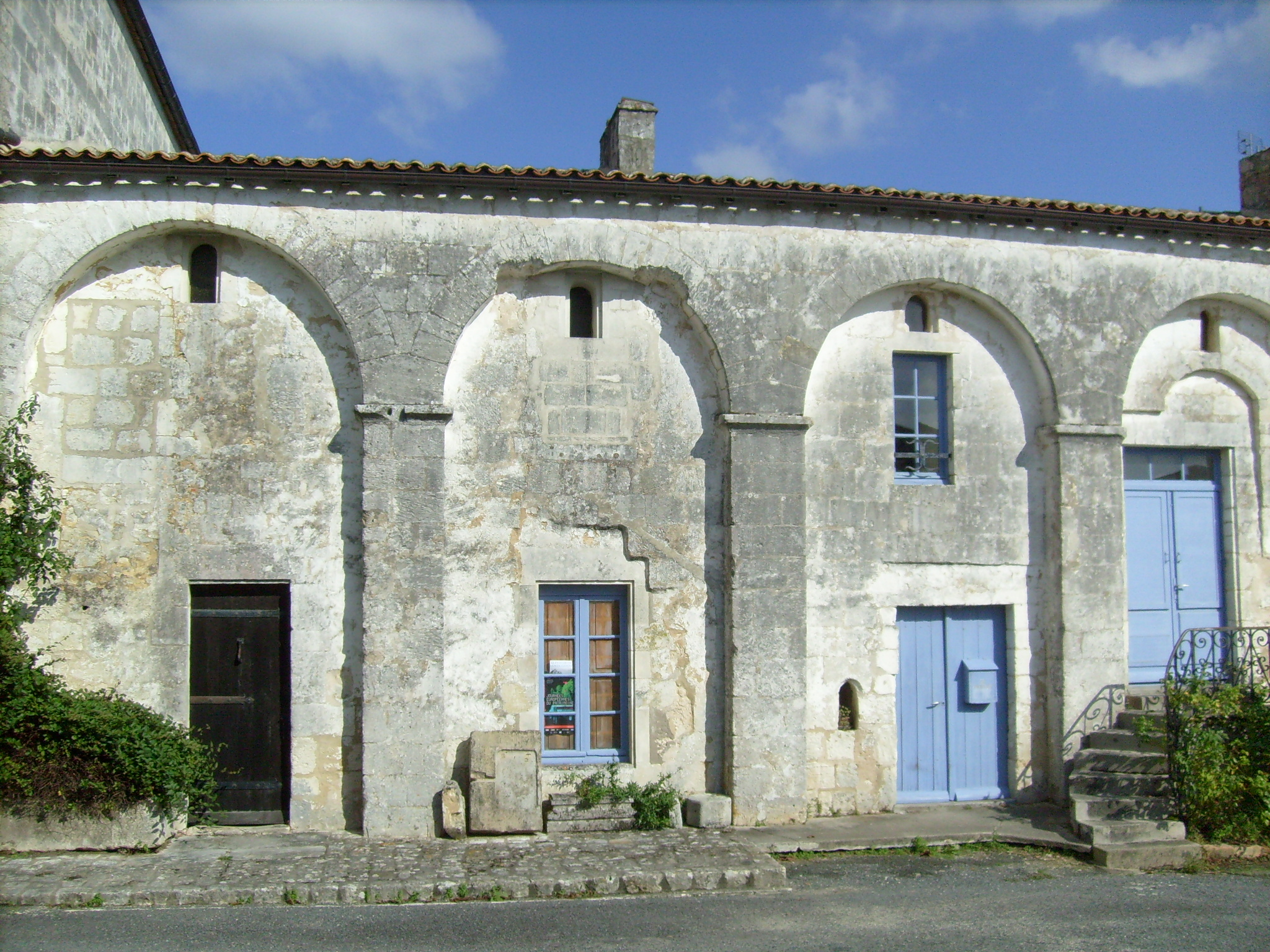
Le bâtiment occidental.

Bâtiment le plus imposant et désormais le mieux conservé, il présente une façade décorée par sept grands arcs aveugles. Il a dû être édifié au début du XIIe siècle. Il était édifié sur deux niveaux. Le rez-de-chaussée devait servir de cellier. L'étage, présentant de nombreuses ouvertures, servait de dortoir aux frères convers ou aux visiteurs.
Sur la façade Sud, des traces d'ouvertures du XVe siècle laissent deviner l'aménagement d'appartement pour le prieur. En effet, en 1735, trois appartements y sont mentionnés dont un pour le prieur.

#### Le bâtiment méridional
Selon la règle bénédictine, il abritait le réfectoire à l'architecture simple, seulement éclairé du côté méridional.

#### Les réaménagements duXVesiècle
Les bâtiments claustraux ont été réaménagés potentiellement après la guerre de Cent Ans, et surtout pour répondre au nouveau mode de vie des moines, occupant des cellules leur servant de lieu de travail, de prière et de repos.
Un niveau supplémentaire est ajouté sur les galeries occidentale et septentrionale du cloître, permettant une circulation desservant les nouveaux espaces créés. Un escalier en colimaçon permettait d'y accéder.
Cette adaptation a dû être contemporaine des embellissements du bâtiment méridional. Une porte de ce bâtiment caractéristique de la seconde moitié du XVe siècle présente un linteau orné d'un blason qui semblerait être celui du prieur Louis de La Fayette (vers 1460-1470).